# Perlis
Perlis (en jawi: ڨرليس Perlis Indera Kayangan, en kedah malay: Peghelih) es el estado más pequeño de Malasia. Situado en el extremo noroeste de la Malasia Peninsular, la continental, limita con Tailandia al norte.
La capital de Perlis es Kangar y la capital real es Arau. Otra ciudad importante es Padang Besar, en el límite de Malasia con Tailandia. El principal puerto es el pueblo de Kuala Perlis.
Perlis tiene una granja de serpientes y Gua Kelam como atracciones turísticas, además del pequeño y hermoso Parque Estatal de Perlis.

## Historia
Perlis era originalmente parte de Kedah, aunque ocasionalmente llegó a ser dominio de Siam o de Aceh.
Cuando los siameses conquistaron Kedah en 1821, los británicos sintieron amenazados sus intereses en Perak. Esto dio como resultado en 1826 los tratados Burney y Low formalizando las relaciones entre los dos Estados Malayos y Siam, su nominal señor feudal. En el Tratado Burney, el exiliado sultán de Kedah Ahmad Tajuddin no fue devuelto a su trono, por lo que el sultán Ahmad y sus partidarios armados lucharon por su restauración por cerca de doce años (1830-1842). En 1842, el sultán finalmente acordó aceptar los términos del tratado con Siam, y fue devuelto a su trono de Kedah.
Sin embargo, Siam separó Perlis de Kedah y Syed Hussain Jamalulail, descendiente de árabes y nieto del Sultán de Kedah, se convirtió en el primer Rajá de Perlis. Sus descendientes siguen gobernando Perlis, pero como rajás, en vez de sultanes.
Como con Kedah, el Tratado Anglo-Siamés de 1909 forzó a Siam a ceder sus estados vasallos del sur de Malasia a Gran Bretaña. Los británicos instalaron un residente británico en la capital real de Perlis, Arau.
Perlis fue devuelta a Siam por los japoneses en la Segunda Guerra Mundial como recompensa de la alianza de Siam con Japón, pero esta breve anexión terminó con la rendición japonesa. Después de la Segunda Guerra Mundial, Perlis volvió a ser de dominio británico hasta que se convirtió en parte de la Unión Malaya, y la Federación de Malasia en 1957.
Desde el 2000, el Rajá o monarca hereditario ha sido Tuanku Syed Sirajuddin. Él fue el Yang di-Pertuan Agong de Malasia desde 2001 al 2006. Tuanku Syed Faizuddin Putra fue el Regente de Perlis durante un período de cinco años cuando Tuanku Syed Sirajuddin fue Yang di-Pertuan Agong. El Jefe Ejecutivo o Menteri Besar es Dato' Seri Shahidan Kassim de Barisan Nasional, un antiguo funcionario.
En los últimos años, las políticas conservadoras gubernamentales Islámicas del estado en numerosas cuestiones sociales han creado controversia.

## División administrativa
Debido al pequeño tamaño del estado de Perlis, no dispone de distritos. Por lo tanto, se divide en 22 mukims (subdistritos).

## Demografía
| Gráfica de evolución de Perlis entre 1970 y 2020 |
|                                                  |

| Composición étnica - 2020                                       |
| --------------------------------------------------------------- |
|                                                                 |
| Bumiputera 88.8% chino malayos 7.4% hindú malayos 1.8% otros 2% |

La composición étnica para el año 2000 en Perlis era: etnia malaya (174.805 o 79.74%), etnia china (21 058 o 9.6%), etnia india (2 658 o 1.21%), otras (20 690 o 9.45%).

## Geografía
Perlis no tiene un distrito porque el estado es demasiado pequeño. Kangar es la capital del estado y se convirtió en el centro administrativo del estado. Otras principales ciudades en Perlis como Kuala Perlis, Arau y Padang Besar.

## Economía
La economía del estado está dominada por la agricultura, con la predominación de arroz, azúcar y frutas. La silvicultura y la pesca son también importantes, y el estado está haciendo esfuerzos para atraer a baja y a media escala industrias manufactureras.